# Yamagata Ridge
Yamagata Ridge ist ein schmaler, gerader, 5 km langer und 1690 m hoher Gebirgskamm in der antarktischen Ross Dependency. In den Cook Mountains ragt er 8 km westlich des Seay Peak im nordzentralen Teil der Finger Ridges auf.
Das Advisory Committee on Antarctic Names benannte ihn 2001 nach dem Geochemiker Noboru Yamagata vom japanischen Gesundheitsamt, der im Rahmen japanischer Antarktisexpeditionen zwischen 1963 und 1969 in vier Kampagnen in den Antarktischen Trockentälern tätig war.